# Pedicularis coreana
Pedicularis coreana är en snyltrotsväxtart som beskrevs av Bonati. Pedicularis coreana ingår i släktet spiror, och familjen snyltrotsväxter. Inga underarter finns listade i Catalogue of Life.